# Johan Gustaf Kinberg
Johan Gustaf Kinberg, född 1736, död 1802, var en svensk präst. 
Kinberg tillhörde släkten Kinberg från Västergötland och var son till kronolänsmannen Sven Kinberg och Christina Widow. Förutom teologiska examina disputerade han för filosofie magister-examen 1763. Han var skeppspredikant vid Ostindiska kompaniet och därefter kyrkoherde i Järpås församling samt blev 1785 prost därstädes.
Han gifte sig 1779 med Juliana Leiditz (1759–1795) och blev far till prästen Henrik Kinberg (1782–1854) och farfar till veterinären, professor Hjalmar Kinberg.